# Амбанганга Корале (підрозділ окружного секретаріату)
Підрозділ окружного секретаріату Амбанганга Корале — підрозділ окружного секретаріату округу Матале, Центральна провінція, Шрі-Ланка.